# Igor Jesmantowicz
Igor Wiaczesławowicz Jesmantowicz, ros. Игорь Вячеславович Есмантович (ur. 6 kwietnia 1966 w Woroneżu) – rosyjski hokeista, trener i działacz hokeja na lodzie.

## Kariera zawodnicza
- Buran Woroneż (1982-1988)
- Krylja Sowietow Moskwa (1985, 1987-1992)

W barwach ZSRR uczestniczył w Turnieju Izwiestii w sezonie 1988/1989.

## Kariera działacza
- Krylja Sowietow Moskwa (1997-1998), asystent trenera
  -  Krylja Sowietow Moskwa (22.10.1997-01.11.1998), główny trener
- Krylja Sowietow Moskwa (1998-1999), menedżer sportowy
- CSKA Moskwa (2012-2014), asystent trenera
- CSKA Moskwa (2014-2016), dyrektor operacji hokejowy
- CSKA Moskwa (2016-2017), menedżer sportowy
- CSKA Moskwa (08-02.2017-), prezydent

8 lutego 2017 objął stanowisko prezydenta klubu CSKA Moskwa z rozgrywek KHL. Równocześnie zarządza działającymi w strukturze CSKA zespołem farmerskim Zwiezda Moskwa w lidze WHL i drużyną juniorską Krasnaja Armija Moskwa w lidze MHL.

## Sukcesy
Zawodnicze reprezentacyjne
- Puchar Turnieju Izwiestii: 1988 z ZSRR

Zawodnicze klubowe
- Brązowy mistrzostw ZSRR: 1989, 1991 z Krylją Sowietow Moskwa

W roli działacza
Wyróżnienie
- Nagroda Walentina Sycza – przyznawana prezesowi, który w sezonie KHL kierował najlepiej klubem (dwukrotnie): 2018/2019[4][5][6][7], 2021/2022[8][9], 2022/2023[10]

Odznaczenie
- Order Honoru (2021)[11]